# Setas de Sevilla

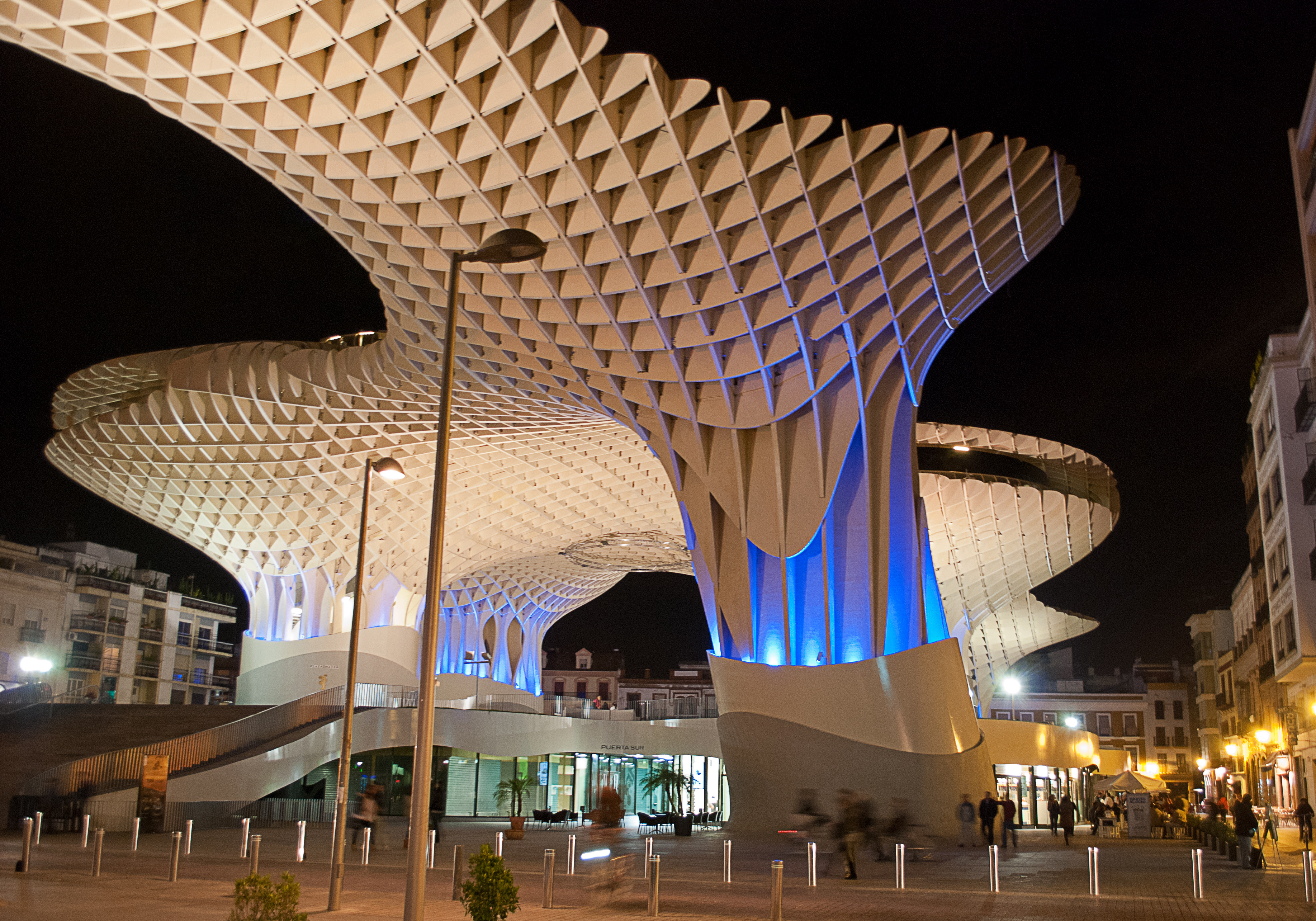
Vista notturna della setas

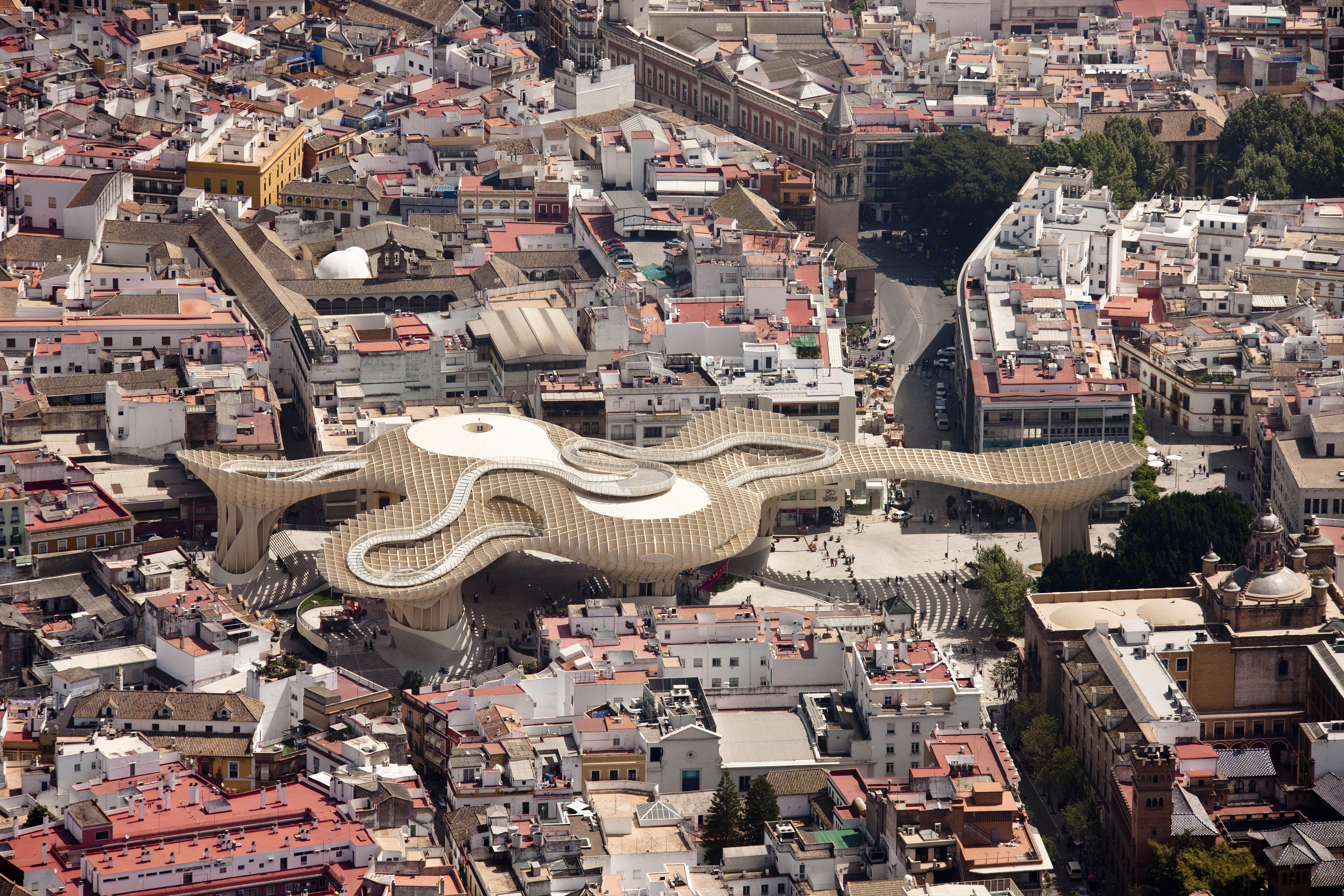
Vista aerea

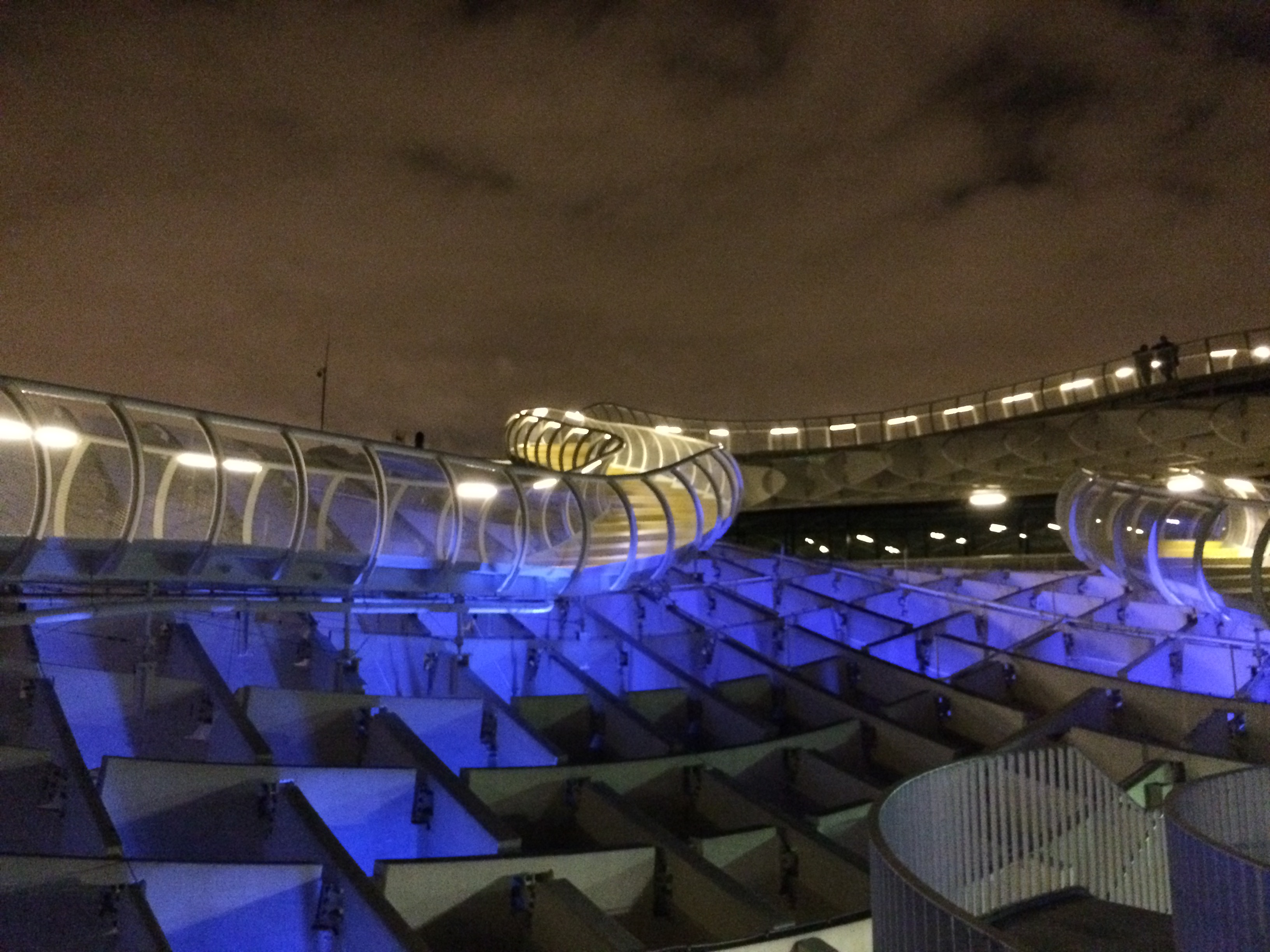
Illuminazione notturna

Il progetto Metropol Parasol, poi chiamato ufficialmente alla sua apertura come Setas de Sevilla, è una struttura a forma di pergola realizzata in legno e cemento sito nella centrale Plaza de la Encarnaciòn a Siviglia in Spagna.
Ha dimensioni di 150 metri di lunghezza, 70 metri di larghezza e un'altezza approssimativa di 26 metri.
La sua base ospita un mercato tradizionale e ristoranti al piano terra, una sala per spettacoli e il museo archeologico Antiquarium. La struttura è coronata da una terrazza e da un belvedere che offre una vista panoramica della città vecchia.